# Sinofobia

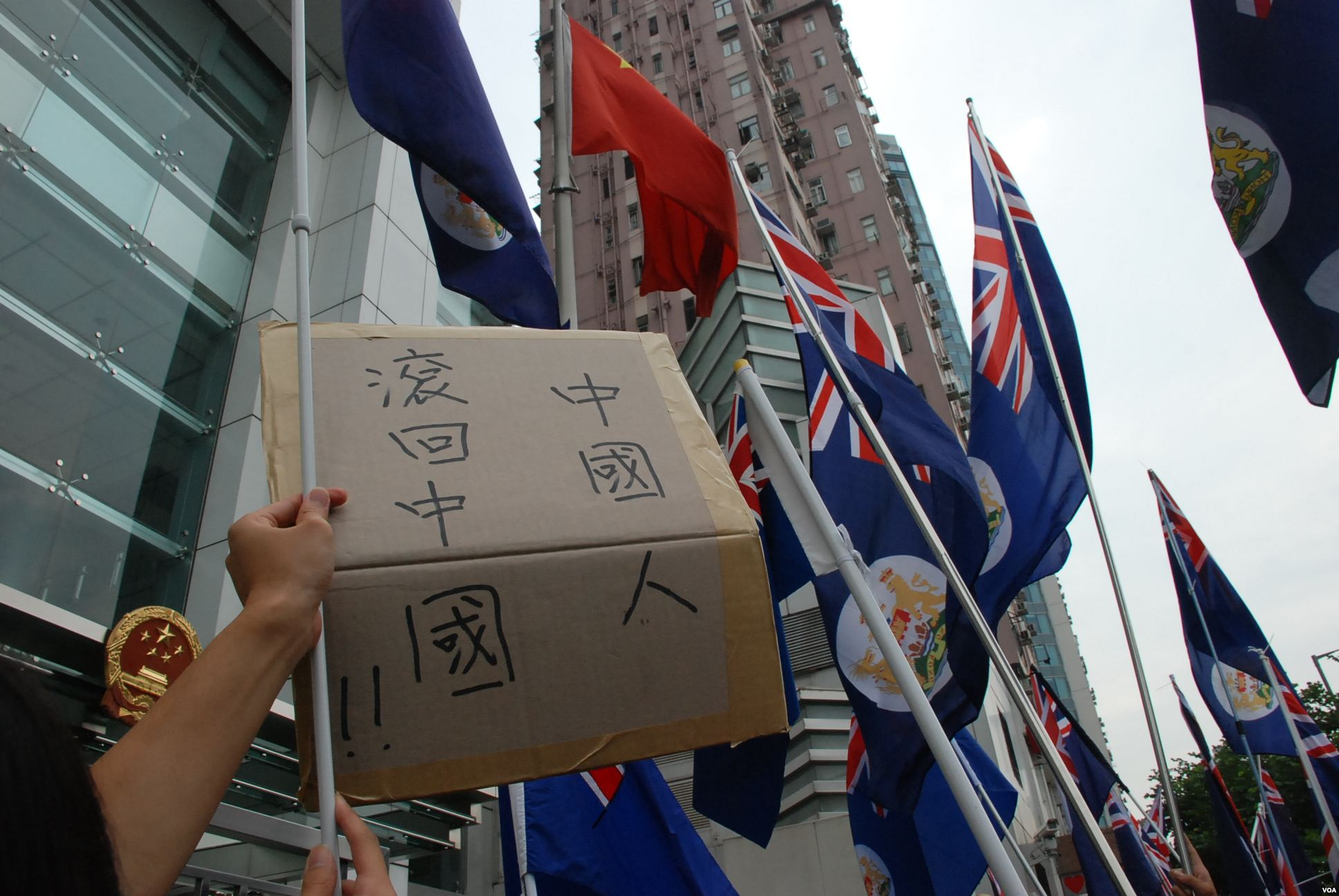

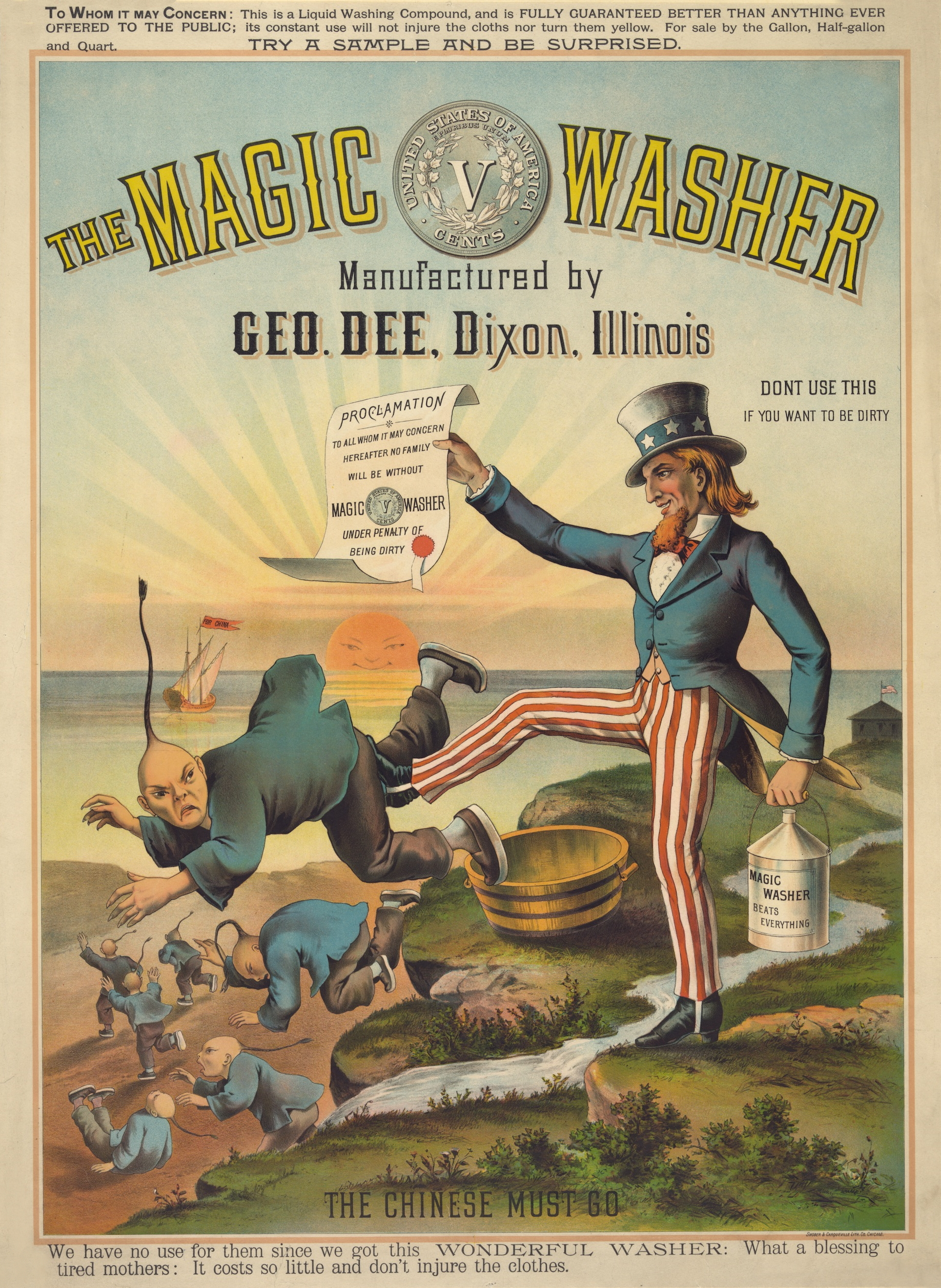
Manifesto sinofobo degli Stati Uniti d'America, pubblicato nel XIX secolo

La sinofobia, talvolta detta sentimento anticinese, è la paura e/o avversione verso le persone di etnia cinese e in casi più generalizzati all'intero popolo, cultura e storia della Cina.
Questa corrente xenofoba nasce durante la storia contemporanea in Australia e Stati Uniti d'America e non è propriamente esclusiva della civiltà occidentale. L'odio verso le persone cinesi avviene soprattutto nelle grandi città dell'Occidente, ove interi quartieri oggetto di immigrazione asiatica si trasformano nelle cosiddette Chinatown.

## Manifestazioni anticinesi nel mondo

### Americhe

#### Stati Uniti d'America

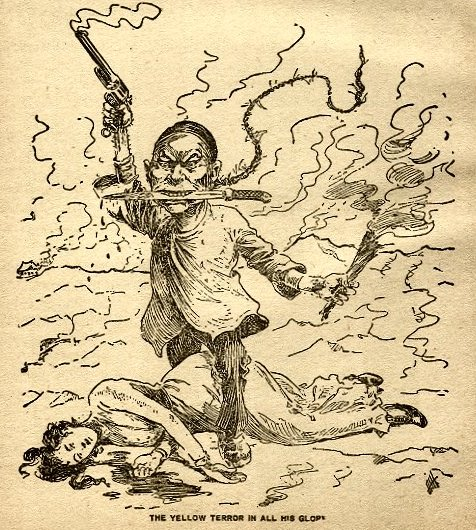
Manifesto che raffigura il "Terrore giallo", all'epoca considerato una seria minaccia per gli Stati Uniti

Gli Stati Uniti d'America sono stati la prima nazione a provare sentimento anticinese in ordine di cronologia.
Nel XIX secolo, epoca della grande corsa all'oro nella West Coast, la richiesta di manovalanza spinse decine di migliaia di cinesi a migrare dalla loro terra verso California e Stati contigui. I proprietari terrieri di cave e miniere approvarono inizialmente la massiccia immigrazione per via dei bassi salari richiesti dagli operai cinesi in confronto a quelli dei pionieri e per la loro incredibile resistenza ed efficienza ai lavori più umili e stancanti.
Negli anni a seguire, motivati dal declino della Dinastia Qing, sempre più Cinesi seguirono l'onda migratoria spostandosi soprattutto in California, la regione con più opportunità lavorative nell'industria e nel settore minerario. La preferenza dei datori di lavoro nel preferire assumere Cinesi anziché Americani per mantenere la manodopera più facile e meno costosa possibile, causò le prime ondate di violenza contro gli immigrati. Il primo caso storico accertato risale al 24 ottobre 1871 in Los Angeles, quando la folla inferocita di classi operaie bianche e messicane che non avevano lavoro a causa degli immigrati entrarono nella Chinatown locale uccidendo la maggior parte dei residenti.
Tra il 1870 e il 1880, il governo degli Stati Uniti approva diverse regolamentazioni riguardo all'immigrazione cinese per via dei problemi che ha portato alla comunità bianca, tra cui la più importante è sicuramente la Chinese Exclusion Act (1882). Nei primi anni del 1900, l'odio dei bianchi verso i Cinesi vide contrapposto il sempre crescente sentimento antiamericano tra le varie comunità di immigrati, e nel 1909 a New York viene brutalmente ucciso Elsie Sigel da un cinese.
Durante la seconda guerra mondiale, soprattutto dopo l'attacco di Pearl Harbor, la comunità cinese godette di maggiori privilegi e accettata dai bianchi perché non più vista come una minaccia. L'odio venne invece riservato agli immigrati Giapponesi e nippo-americani, visti da quel momento come nuovo nemico da debellare, ma altrettanto uguale in Giappone nacque il più acceso antiamericanismo della storia dopo il bombardamento atomico di Hiroshima e Nagasaki.

### Asia

#### Indonesia
Gli olandesi furono i primi a introdurre leggi anti-cinesi nelle Indie orientali olandesi. I coloni olandesi compirono il primo grave attacco alla comunità cinese nel massacro di Batavia del 1740 nel quale decine di migliaia furono uccisi.
In Indonesia prima dell'avvento della globalizzazione non si assistette più a pesanti discriminazioni contro persone di origine cinese, fino ai primi anni '60 del Novecento, quando la comunità cinese locale era considerata dalle autorità come composta in buona parte da sospetti simpatizzanti maoisti. Dopo il colpo di stato del 1964 moltissimi cinesi e indonesiani di origine cinese furono accusati (spesso in maniera pretestuosa) di essere comunisti, quindi uccisi assieme agli altri esponenti e militanti di partiti di sinistra, mentre le loro case e proprietà venivano sovente saccheggiate anche dalla folla. L'ondata di disoccupazione che attanagliò lo stato durante la fine degli anni novanta, purtroppo fu attribuita alla sovraimmigrazione cinese che avrebbe portato alla perdita di occupazione degli indonesiani, sfociò in una violenta sommossa popolare perdurata per tutto il mese di maggio 1998 nelle principali città di Giacarta e Surakarta.
Gli scontri, inizialmente organizzati come manifestazione studentesca contro il governo di Suharto, sfociarono in violenta sinofobia alla notizia di ulteriori perdite di lavoro di indonesiani a favore di lavoratori di cinesi richiedenti salari più bassi, in grado di sostenere la capacità finanziarie dell'economia. Tra il 14 e il 15 maggio, numerosi esercizi commerciali di cinesi furono oggetto di vandalismo, e nelle vetrine di alcuni di essi apparvero scritte come "Proprietà dell'Indonesia". Nei giorni seguenti alle forze dell'ordine furono segnalati decine di violenze sessuali ai danni di donne cinesi e negozi bruciati e saccheggiati.
In una relazione stilata dal Dipartimento di Stato USA si parla di 66 stupri ai danni di donne cinesi e/o cinoindonesiane, scontri volutamente provocati dall'esercito al fine di incitare all'odio razziale e alla rivolta popolare, possibilità successivamente ripresa da un rapporto della Asian Human Rights Commission che conferma questa tesi. Alla fine della sommossa vennero stimati un totale di 1.500 morti cinesi e 160 donne violentate, con un fenomeno successivo e ancora perdurante di contro-immigrazione stimando che dal 3 al 5% dei residenti cinesi abbiano fatto ritorno al paese natale.

### Europa

#### Regno Unito
Il Regno Unito e la dinastia Qing combatterono per l'influenza nell'Ottocento. Questa rivalità contrapposta portò allo scoppio della prima guerra dell'oppio, in cui la Cina subì una tremenda sconfitta, in seguito ci fu la firma del trattato di Nanchino che pose fine al conflitto come una vittoria inglese.
Ad oggi, le impressioni negative della Cina e della diaspora cinese continuano ad essere un problema nel Regno Unito. Alcuni cinesi emigrati nel Regno Unito, si considerano tra i popoli più discriminati di tutte le minoranze etniche nel Regno Unito, anche se vi è una mancanza di prove valide sulla discriminazione anti-cinese nel Regno Unito, in particolare la violenza contro i cinesi inglesi. Inoltre, i cinesi inglesi sostengono che tale discriminazione venga ignorata dai media tradizionali.

#### Italia
In Italia diversi mass-media parlarono di sinofobia durante gli scontri di via Paolo Sarpi (Milano), strada caratterizzata da una forte presenza della comunità cinese italiana, avvenuti ad aprile 2007: in quel frangente, gruppi di forze dell'ordine in assetto antisommossa si scontrarono con circa quattrocento manifestanti di etnia cinese che sventolavano bandiere della Repubblica Popolare Cinese; la manifestazione era sorta in seguito a un banale diverbio scaturito tra un vigile e una commerciante cinese. Secondo diversi commentatori la manifestazione risultò essere la conseguenza di un clima di tensione tra le due comunità cresciuto nel corso degli anni, motivato anche dal fatto che una parte dei cinesi lì residenti sembrava essere clandestina e che parte delle merci scaricate e lavorate sembravano contraffatte.
(Maurizio Gasparri rispondendo alle accuse di xenofobia da parte della comunità cinese.)
La rivolta fu inoltre usata per giustificare successive manifestazioni promosse dal partito Lega Nord oltre che dagli stessi immigrati in difesa dei connazionali coinvolti. Nello stesso quartiere oggetto degli scontri, militanti del partito neofascista di ultradestra Forza Nuova scrissero su alcuni muri offese gravi verso la comunità cinese.

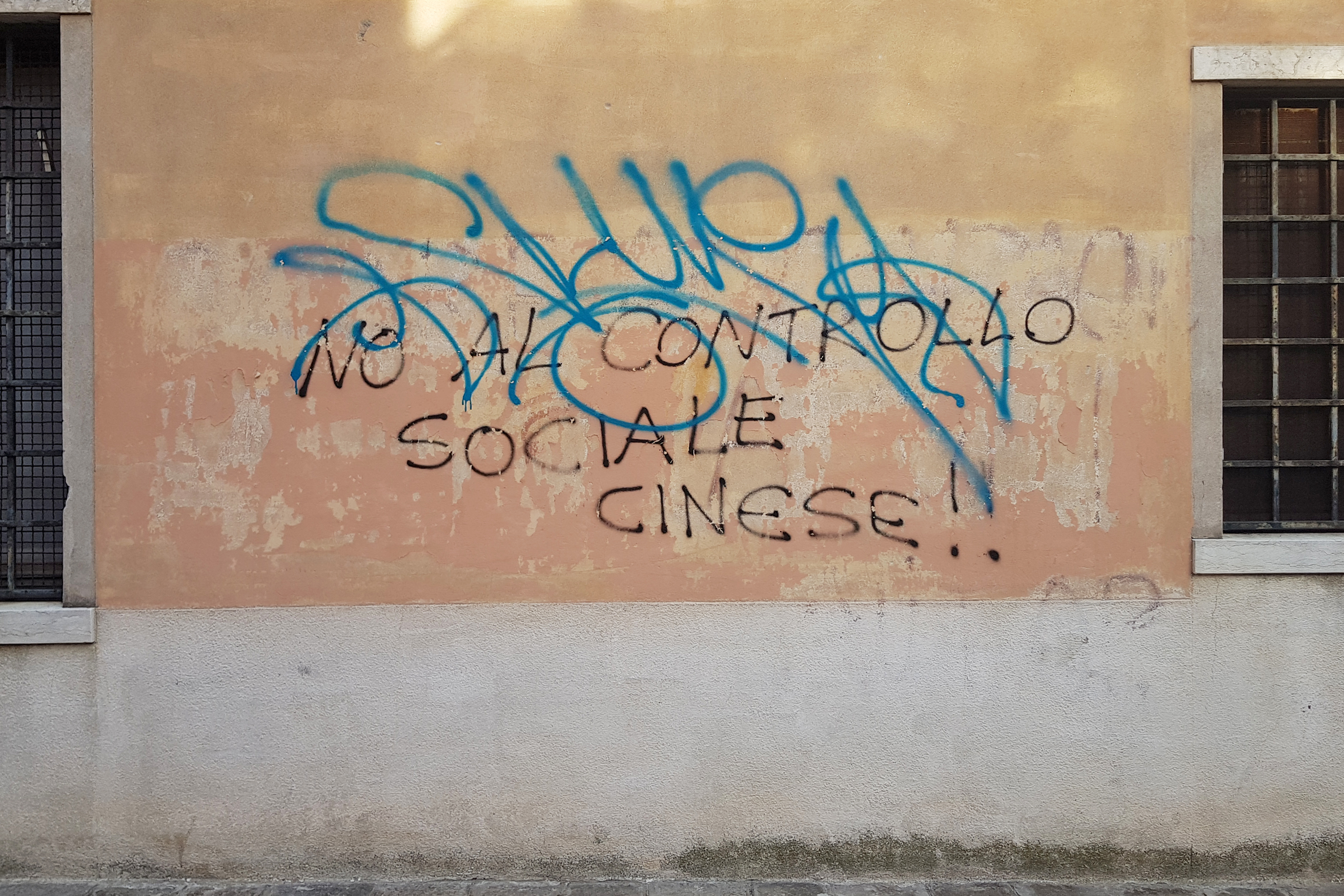
Un graffito sinofobo realizzato durante la pandemia di COVID-19 a Venezia recita "No al controllo sociale cinese"

Nel 2020 altri casi di xenofobia sono stati riscontrati a causa del COVID-19, le varie comunità cinesi già ad inizio della pandemia hanno iniziato a fare uso della mascherina, le discriminazioni non hanno tuttavia fermato la solidarietà e nel mese di Marzo il governo cinese ha mandato un team di esperti per contrastare la diffusione del virus.

#### Russia
Nelle grandi regioni della Russia asiatica come la Siberia e la Russia orientale, si è discussa la possibilità di un futuro in cui le persone cinesi e mongole qui abitanti potrebbero superare di gran lunga la popolazione autoctona a causa di un differente tasso di natalità che vede gli asiatici a favore, anche grazie allo spopolamento di queste regioni da parte dei nativi alla ricerca di lavoro nella più ricca e industrializzata Russia europea.

### Oceania

#### Australia

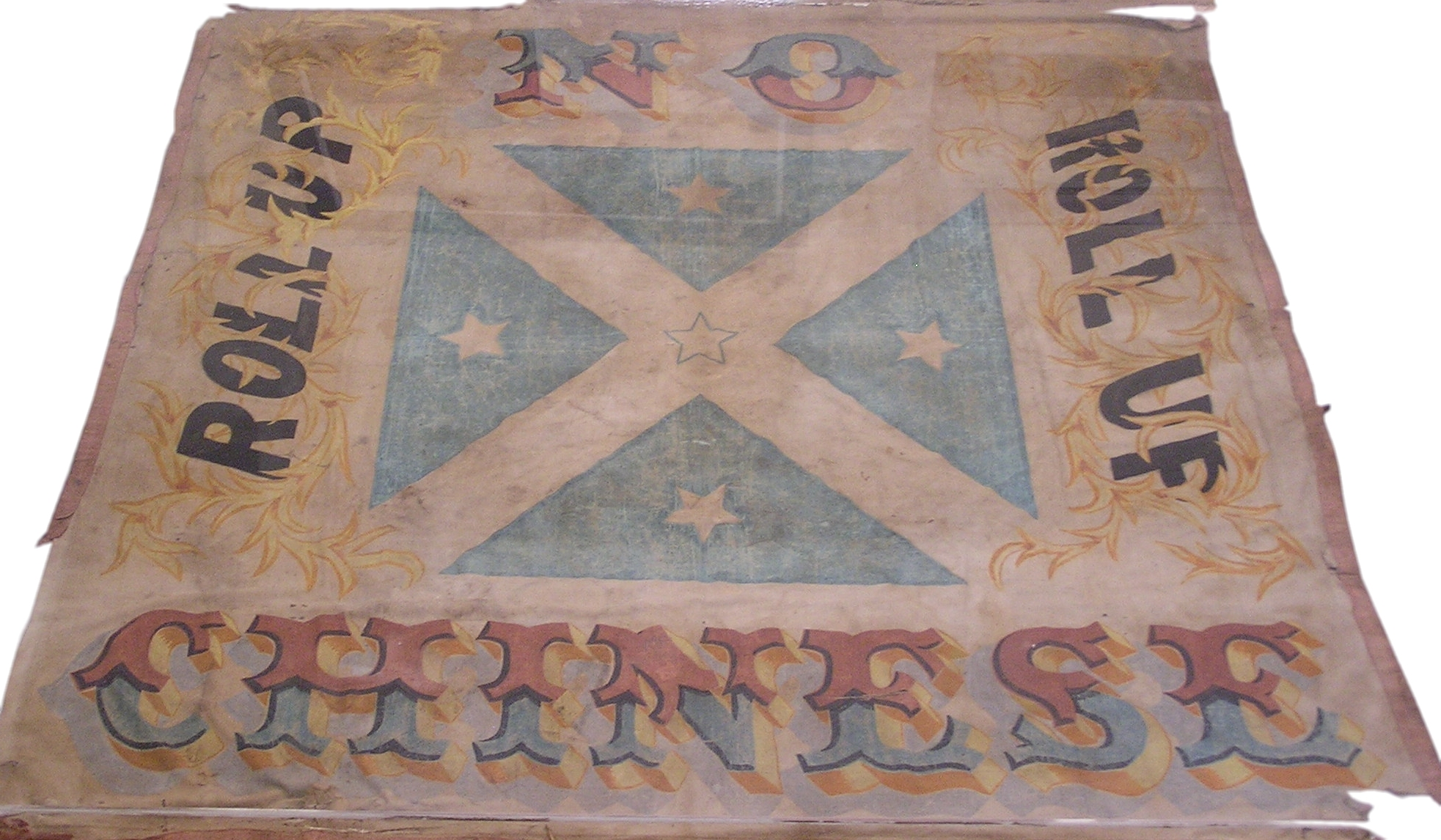
Bandiera anticinese esposta durante la sommossa di Lambing Flat

Nel 1851, dall'avvento della grande corsa all'oro australiana, la ricerca di manovalanza per l'estrazione dell'oro spinse decine di migliaia di cinesi a immigrare verso il continente. Al 1870, in Australia risulteranno esserci oltre 40.000 immigrati cinesi maschi e 11 donne, per la maggior parte provenienti dalla Cina continentale e impiegati soprattutto in campi di lavoro e miniere. I primi segnali di instabilità causata dalla forte immigrazione si hanno tra il 1860 e il 1861, quando soprattutto nella comunità mineraria di Lambing Flat, oggi rinominata Young, e in cittadine contigue come Spring Creek, Stoney Creek, Back Creek, Wombat, Blackguard Gully e Tipperary Gully, le continue divergenze tra lavoratori bianchi e asiatici diede vita una violenta sommossa che causò innumerevoli morti da entrambe le parti.
A seguito degli scontri, il governatore Charles Hotham istituì una commissione reale con il compito di discutere provvedimenti politici e sociali da prendere in materia di immigrazione e sicurezza. Prendendo esempio dal piccolo Stato Victoria che regolamentava rigide restrizioni alla comunità cinese al fine di evitare problemi sociali, la commissione promulgò una serie di restrizioni circa l'immigrazione dalla Cina e nel 1861, il Nuovo Galles del Sud fu il secondo Stato australiano ad attuare il nuovo sistema legislativo. È tuttavia da chiarire che queste leggi anti-cinesi furono abrogate durante gli anni 1870 e rimasero in vigore negli Stati ancora ottemperati in maniera molto minore.

#### Isole Salomone
Tra le Isole Salomone e la Cina non ci sono sempre stati buoni rapporti, visto anche che è uno dei pochi stati oceanici a riconoscere legale la Repubblica di Cina, con una propria delegazione a Taipei. Nel corso del 2006, però, a causa delle contestate elezioni che hanno scatenato la rivolta popolare nella capitale Honiara per via di alcune voci secondo cui personalità taiwanesi influivano pesantemente sulle scelte del governo neoeletto, la Chinatown della città è stata vandalizzata e gli esercizi commerciali dei residenti cinesi bruciati e/o saccheggiati. Molti cinosalomonesi hanno abbandonato le Isole dopo l'ondata di violenza sinofoba, tuttavia non ci sono stati conflitti di natura politica con la Cina o Taiwan.